# 十日並出
十日並出是中國古代的神話，意思是有十個同時出現的太陽。
十日的說法最早可見於《山海經》，十日是指天帝帝俊之妻羲和生十個太陽，十日之說可見於諸多史料，如《山海經·海外西經》：“女丑之尸，生而十日炙殺之。在丈夫北。以右手彰其面。十日居上，女丑居山之上。”《呂氏春秋·求人》：“十日出而焦火不息。”《莊子·齊物論》：“昔者十日並出，萬物皆照。”《楚辭·招魂》亦有“十日代出，流金鑠石些”的說法。十日並出，“焦禾稼，殺草木”，曬死女丑，又造成嚴重的旱災。堯派遣神射手羿射下其中九個太陽，剩下一個。
夏朝第十三任君主胤甲在位时，據稱也曾十日並出。
現代歷史學家認為，堯時許多民族以太陽為圖騰，「十日並出」指有十個以太陽為圖騰的部落同時稱雄，堯命羿射十日隱喻堯部族打敗了其他九個以太陽為圖騰的部落獲得了政治上的統一。